# Patrik Isaksson
Patrik Isaksson (Västerås, 8 aprile 1973) è un ex nuotatore svedese.

## Carriera
Specializzato nella rana, ha vinto diversi titoli in carriera sia in vasca lunga che in vasca corta.

## Palmarès
- Mondiali in vasca corta

Göteborg 1997: oro nei 100m rana.
Palma di Maiorca 1993: oro nei 100m rana, argento nei 50m rana e nella 4x50m stile libero.
- Europei

Istanbul 1999: bronzo nei 4x100m misti.
- Europei in vasca corta

Rostock 1996: oro nei 50m rana e argento nei 100m rana.
Sheffield 1998: oro nei 100m rana, nella 4x100m misti e argento nei 50m rana.
Lisbona 1999: oro nella 4x50m misti e bronzo nei 100m rana.
Antwerp 2001: bronzo nella 4x50m misti.